# Message Personnel
Message Personnel é o décimo quarto álbum da cantora francesa Françoise Hardy. A edição original do disco foi publicada na França, em novembro de 1973.

## Criação do álbum
Em 1973, em sua vida particular, Hardy estava esperando um filho. Profissionalmente, a cantora procurava uma nova gravadora e novos compositores. 
Naquele ano, ela se surpreendera com o compositor Michel Berger, que se tornara diretor artístico da WEA Records.
"Ele publicara seu álbum, de que eu gostava muito, e produzira o primeiro álbum de Véronique Sanson. [...] Esse disco era tão inovador que, escutando-o, eu tive a impressão de que as cantoras da minha geração e eu mesma éramos muito velhas! Por isso, trabalhar com Michel me parecia inesperado. Jean-Marie Périer me pôs em contato com Berger, que inicialmente não pensava em trabalhar comigo."
Ele aceitou produzir o álbum, porém com restrições: não queria compor mais do que duas ou três músicas. Então, Hardy assinou um novo contrato com a WEA. Michel Berger propõe algumas canções, ela escolhe imediatamente uma delas, ainda sem título. Ele quis, então, que ela escrevesse para esta canção um preâmbulo que seria declamado. "Era particularmente interessante com o som de sua voz. [...] Eu queria que Françoise se envolvesse mais, que se juntasse realmente à sua personagem." Inspirada, ela se empenha no texto, e, no processo, propõe que a canção se chamasse "Message Personnel".

Após o nascimento de seu filho Thomas, em 16 de junho, Françoise começa as gravações no final de julho. Conciliar seu novo papel como mãe e as restrições do estúdio não era sempre fácil. A fadiga resultante disto, segundo Hardy, por vezes foi percebida como uma falta de entusiasmo, um capricho da fama: 
"Na verdade, eu estava sob o charme de Michel, apesar das dificuldades de relacionamento do começo. [...] Até então, eu era muito independente, era sempre eu quem dirigia mais ou menos as coisas, e eu trabalhava no meu ritmo. Era a primeira vez que eu trabalhava realmente com um produtor artístico. [...] Com ele, e com todos os outros desde então, tudo se fazia na pressa e no último momento."
Este álbum acabou sendo um passo importante na carreira de Françoise Hardy. Graças à faixa-título, a cantora volta à fama e esse título torna-se um dos seus "clássicos".
"Eu, na época, me tornei mais uma intérprete do que autora. Mas isso não foi premeditado, tudo começou a partir do meu encontro com Berger".

## Posteridade
Em novembro de 2013, com uma reedição de quadragésimo aniversário do álbum—, Françoise Hardy disse: "Se Message personnel é uma memória fraca para mim, é porque eu estava ciente de que a maneira de cantar de Michel não era a minha. Eu cantava no tempo, à francesa, não tinha nenhuma educação musical. As dificuldades surgiram no caminho. As exigências de Michel me davam um pouco de medo [...]. Ele me pediu para escrever a parte falada de Message personnnel, que ele havia composto. Essa parte conta exatamente aquilo que eu vivia na época e o que eu vivi em outros lugares".